# COPCON

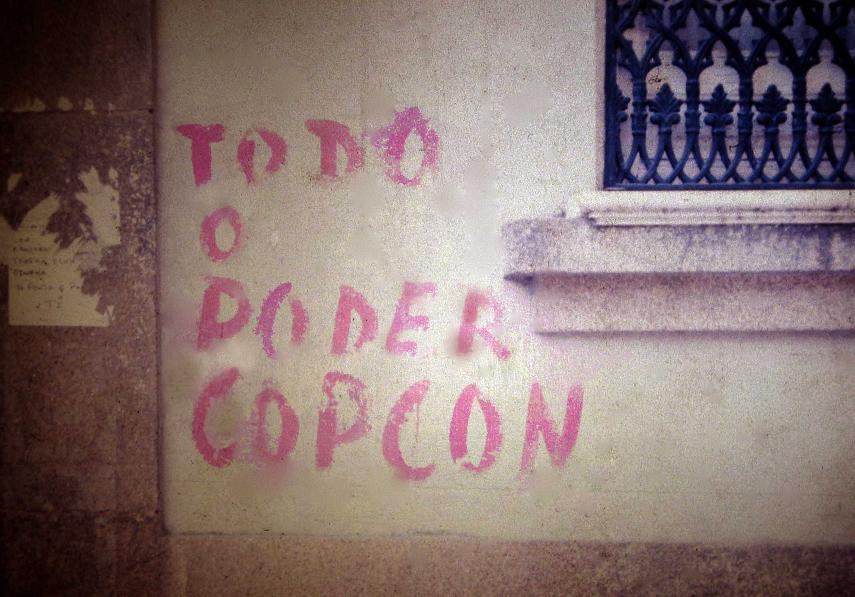
"Todo el poder COPCON" - mural en honor de COPCON.

El COPCON (Comando Operacional del Portugal continental) se estableció el 8 de julio de 1974 por el decreto ley firmado por el presidente portugués António de Spínola, con el fin de hacer cumplir los objetivos establecidos en el proyecto presentado por el Movimiento de las Fuerzas Armadas (MFA) tras la Revolución de los Claveles del 25 de abril de 1974 en Portugal. Se componía de las fuerzas militares especiales, como los fusileros, así como por paracaidistas, por la policía militar y por el regimiento de Artillería de Lisboa (RALIS). Su comandante era el mayor Otelo Saraiva de Carvalho.
El COPCON fue formalmente creado con el objetivo de hacer cumplir las nuevas condiciones creadas por la Revolución de los Claveles, a través del "mantenimiento y restablecimiento del orden, en apoyo de las autoridades civiles y a su solicitud", e intervenir "cuando se verifiquen situaciones internas de amenaza a la paz y la tranquilidad públicas", situaciones cuya necesidad de intervención del COPCON correspondería nominalmente al presidente de la República.
Como comando, el COPCON no era una fuerza, sino un cuartel general. Tenía influencia sobre la parte de operaciones e información, específicamente en el continente, y poseía la posibilidad de mando operacional de todas las fuerzas del Ejército, pero especialmente de las fuerzas de intervención. Dependiendo de la aprobación continuada de su comandante nominal, el Jefe del Estado Mayor General de las Fuerzas Armadas (CEMGFA).
Este comando ganó protagonismo tras el intento de golpe del 11 de marzo de 1975 y, durante casi todo el período del PREC, su comandante Otelo formó parte de los órganos dirigentes del Consejo de la Revolución, instituido el 14 de marzo de 1975.

## Acciones
Según Otelo, el COPCON era un comando principal que, utilizando la experiencia de la Guerra de Ultramar, reunío a todas las fuerzas del Ejército y algunas fuerzas de intervención de la Marina y de la Fuerza Aérea. Su objetivo era hacer cumplir el programa del MFA y mantener el orden público por él establecido, pudiendo colaborar también con la PSP y la GNR si fuese necesario.
Durante el PREC, el COPCON quedó asociado a la defensa del "poder popular", apoyando ocupaciones de viviendas por parte de habitantes de barrios de chabolas y de empresas por sus trabajadores.

"Empieza a haber una gran falta de responsabilidad por parte de quienes ejercen otras funciones, sobre todo de gobierno, y nos empiezan a llegar problemas gravísimos, laborales, sociales, a veces incluso personales y de salud. Por ejemplo, empiezan a huir empresarios, que cierran las empresas y se llevan el dinero; los trabajadores van al Ministerio de Trabajo y de allí los envían al COPCON. Y yo, nosotros, asumimos eso. Tal vez no deberíamos haberlo hecho, lo que me habría evitado una gran carga de trabajo"
Otelo Saraiva de Carvalho

Su cuartel en el Fuerte do Alto do Duque fue uno de los objetivos militares de la Intentona del 11 de marzo de 1975, pero no sufrió más que "vuelos de intimidación", ante los cuales los operativos del COPCON respondieron con disparos.

## Cese de actividad
En septiembre de 1975 fue despojado de sus funciones con la creación del AMI (Agrupamiento Militar de Intervención) y el 20 de noviembre Otelo fue reemplazado en el mando de la Región Militar de Lisboa por Vasco Lourenço.